# Sonoma Valley
Sonoma Valley (vallée de Sonoma) est une région viticole américaine (American Viticultural Area, ou AVA) reconnue par l’Alcohol and Tobacco Tax and Trade Bureau dans le comté de Sonoma, en Californie.
La région est connue pour son terroir unique avec la montagne de Sonoma protégeant la zone contre l'influence humide et fraîche de l'océan pacifique voisin et les montagnes de Sonoma à l'ouest qui aident à protéger la vallée contre des précipitations excessives. L'air frais qui affecte la région vient du sud de la baie de San Pablo et du nord de la plaine de Santa Rosa.